# Copiii noștri vor fi liberi

Octavian Fărcășanu (stânga) și Bogdan Chiru, ținând pancarta

Copiii noștri vor fi liberi este o fotografie de la revoluția română din 1989, făcută în data de 23 decembrie la București.

## Descriere
În fotografie apar doi manifestanți de la revoluția română din 1989, Octavian Fărcășanu și Bogdan Chiru, cei doi uitându-se în zare, în direcții opuse. Fotografia a fost făcută în vecinătatea sediului Televiziunii Române.

## Istoric
Mesajul Copiii noștri vor fi liberi a fost conceput de sora lui Octavian și viitoare soție a lui Bogdan Chiru, Oana Fărcășanu, care a ținut pancarta majoritatea zilei de 23 decembrie. Aceasta i-a înmânat pancarta lui Bogdan Chiru pentru a se lega la șireturi, moment în care a fost făcută fotografia. Cei doi nu știau că sunt fotografiați, găsind întâmplător fotografia publicată anul următor.
Fotografia a fost publicată inițial în Almanahul Literar din 1990. De atunci, a fost republicată în numeroase rânduri, în mediul scris, cât și online, devenind o imagine-simbol a revoluției.

## Persoane
Cei trei revoluționari, frații Fărcășanu și Bogdan Chiru, și-au continuat activismul și după decembrie 1989, în perioada Mineriadelor. Oana Fărcășanu, deși nu a fost prezentă în fotografie, a fost ținta unei campanii de amenințări după ce informații despre ea au fost publicate în ziarul Azi, într-un articol semnat de Corina Crețu. Octavian Fărcășanu a fost reținut de armată după ce a intrat în Palatul Victoria împreună cu Mircea Diaconu, fiind eliberat după o săptămână. In 1988 Octavian Farcasnu a obtinut medalia de argint la Olimpiada Internationala de Matematica din Australia desfasurata in orasul Canberra, unde Nicusor Dan, președintele României, a obtinut medalia de aur.